# The Studio (magasin)
The Studio var en illustreret magasin om kunst og dekorative kunst, det udkom i London fra 1893 til 1964. Grundlæggeren og første redaktør var Charles Holme. Den fulde titel var The Studio: an illustrated magazine of fine and applied art. The Studio havde stor indflydelse på udviklingen af jugendstil og Arts and Crafts Movement / kunsthåndværk bevægelser.  I 1964 blev The Studio optaget i Studio International magasin.